# Abatus cavernosus
Abatus cavernosus là một loài cầu gai thuộc họ Schizasteridae. Loài này thuộc chi Abatus và sinh sống ở biển. Abatus cavernosus được Rodolfo Philippi mô tả khoa học lần đầu tiên năm 1845. Con cái ấp con non trong túi ấp qua giai đoạn hình thành phôi vị cho đến khi trở thành con non.